# サンショウ
サンショウ（山椒、学名: Zanthoxylum piperitum）は、ミカン科サンショウ属の落葉低木である。別名はハジカミ。山地の雑木林などに自生し、和食料理に添えられる若葉は食材として木の芽（きのめ）とも呼ばれる。雄株と雌株が別々であり、春に葉のわきに黄緑色の花を咲かせ、雌株のみ実をつける。葉と雄花、球果に独特な香りを有し、香辛料として使われる。

## 名称
和名サンショウの由来は、文字通り山の辛みを表したもので、「椒」の字には芳しい・辛味の意があり、山の薫り高い辛味の実であるため「山椒」の名が付けられたと考えられる。また、漢字の「椒」には小さな実という意味があり、山にある小さな実の意味で「山椒」となったとする説もある。山椒を「サンショ」と詰めて読むことも多い。
学名の属名 Zanthoxylum は「黄色い木」の意味であり、ギリシア語の zanthos（黄色）と xylon（材）の合成語で、これは材（内皮）が黄色いために命名された。また種小名 piperitum はラテン語でコショウのようなという意で、実が辛味を有するために命名された。
日本語での別名や地方名に、ヤマザンショウ、ハジカミ（古名）、キノメ、アツカワザンショウ、イタハジカミ、イボザンショウ、サンシュ、サンシュノキなどがある。ハジカミ（椒）は、ショウガなどの他の香辛料の別名でもあり、その区別のためにサンショウは、古名で「ふさはじかみ」（房椒）、「なるはじかみ」（なりはじかみ、成椒）と呼ばれた。なお「はじ」は実が弾けることに由来し、「かみ」はニラ（韮）の古名「かみら」を指す言葉でサンショウの辛味を表現している。「ふさ」は実が房状につくことを意味し、「なる」は実ができるハジカミであることを示す。
英名は、Japanese pepper（ジャパニーズ・ペッパー）、Japanese prickly ash（ジャパニーズ・プリクリィ・アシュ）。中国植物名（漢名）は、山椒（さんしょう）である。

## 分布・生育地
原産地は東アジアの日本列島や朝鮮半島といわれ、北海道から本州・四国・九州の屋久島までの日本列島と、朝鮮半島の南部、中国にも分布する。各地の丘陵や山地に分布し、落葉樹林や藪の半日陰地に自生する。また、雑木林のような場所でも見られる。ミカン科の植物としては比較的耐寒性が強く、北海道にも自生するものの、石狩平野の低地帯を境に北や東は分布が大きく減少する。札幌市周辺でも育つが、雪の上出ると枯れたりする。乾燥や夏季の日差しに弱く、半日陰の湿潤な地勢を好む。栽培も行われていて、庭にも植えられている。

## 形態・生態
落葉広葉樹の低木で、樹高はおおよそ1 - 3メートル (m) ほどに育ち、ときに5 m程度に育つ場合もある。暖地では数 mになるが、寒い地方ではそれほど大きくならない。樹皮は灰褐色で皮目が多く、棘や、その棘が落ちた名残のいぼ状の突起（こぶ）がある。若い枝には皮目があり、無毛かときに毛が残り、葉柄の基部に鋭い棘が2本ずつ対生してつくが、ときに単生するものや、突然変異で棘の無い株（実生苗）も稀に発生し得る。棘の無い「実山椒（雌木）」としては但馬国の朝倉谷（兵庫県養父市八鹿町朝倉地区）原産の「朝倉山椒」が特に有名であるものの、日本各地で棘の無いサンショウの栽培が見られる。内皮は黄色い。
葉は互生し、奇数羽状複葉で、長さは10 - 15センチメートル (cm) 程度である。5 - 9対の小葉は1 - 2 cmの楕円形から卵状長楕円形で、葉縁には鈍鋸歯があり、鋸歯の凹みに油点がある。葉の裏は表に比べて白っぽい。葉の「油点」とは、細胞の間に油が溜まった場所で、葉を揉んで潰すと強い芳香を放つ。油点は、太陽に透かして見ると透明に見えるので明点とも呼ぶ。葉の色は、芽生えたばかりの春の若葉は黄緑色、夏ごろには濃緑色に変わり、秋には紅葉して鮮やかな黄色に変化する。
花期は晩春（4月 - 5月ごろ）で、雌雄異株。枝先の葉腋に小さな黄緑色の花が多数開花し、直径は5ミリメートル (mm) 程度である。雌花には2本の角のような雌しべが突き出す。
果期は初秋から秋（9 - 10月）。雌株は球果が結実し、その果皮は芳香を有する。果実は1個から3個の分果に分かれて、直径は5 mm程度。初め緑色であるが、秋に赤褐色に熟し、裂開して中から黒い光沢が持った球形の種子が出てくる。種子を落とした果実は、赤かった果皮が茶色に変化し、そのまま枝に残るが、紅葉するころにはもうほとんど残っていない。
冬芽は枝に互生し、芽鱗がない裸芽で、幼い葉が小さくまとまっている。棘と冬芽のわきにある葉痕は半円形や心形で白く目立ち、維管束痕が3個つく。

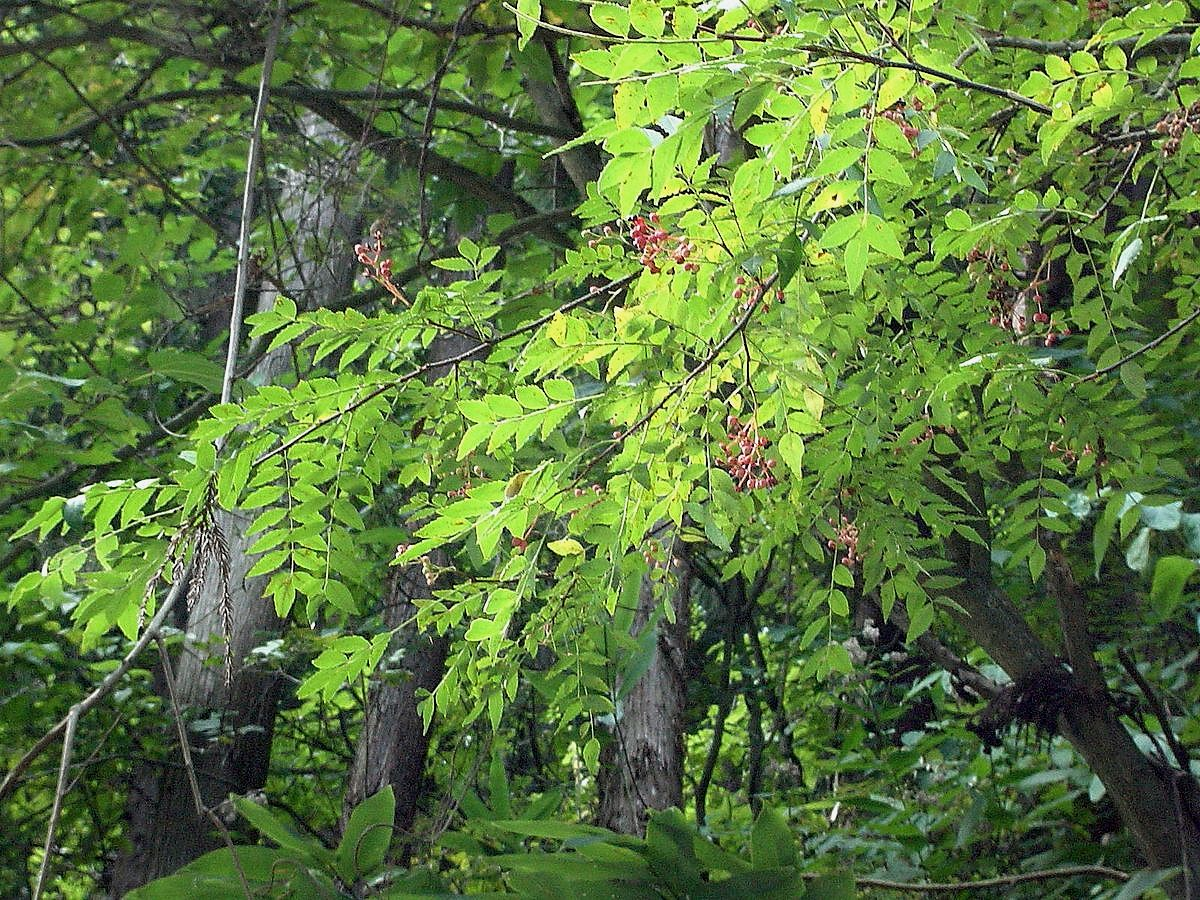
山野の自生個体
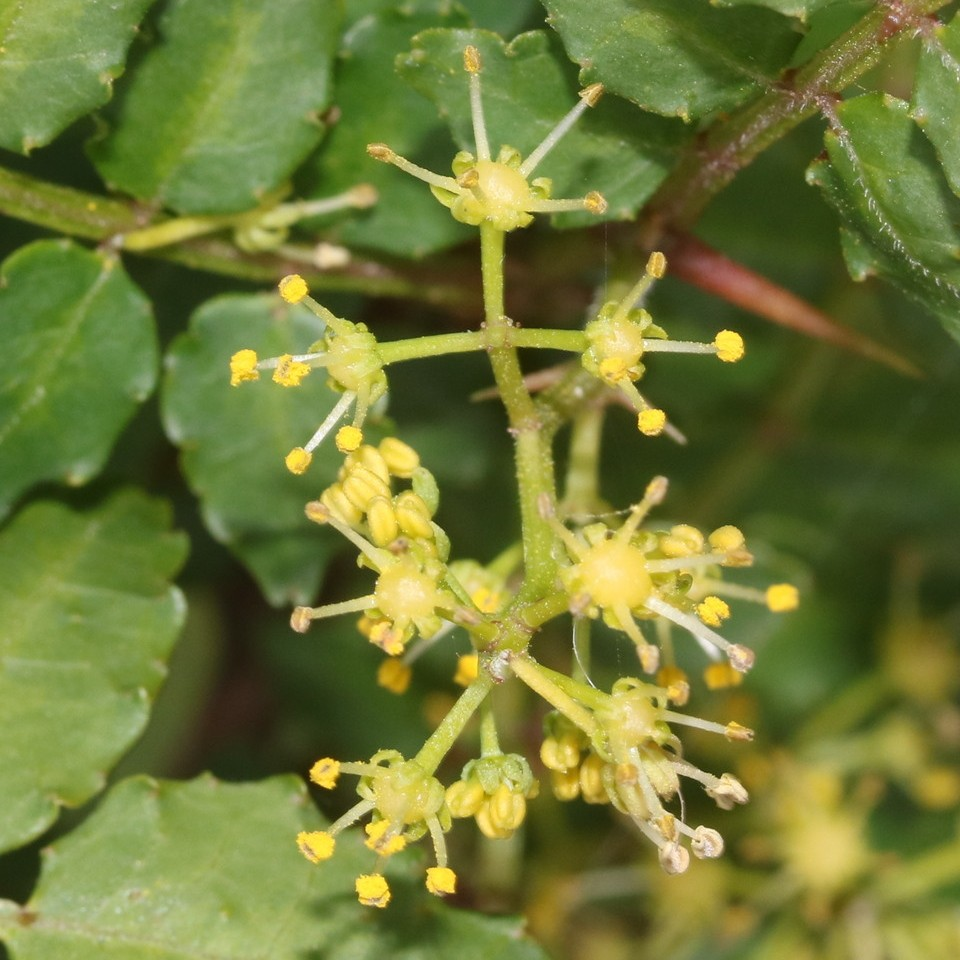
雄花
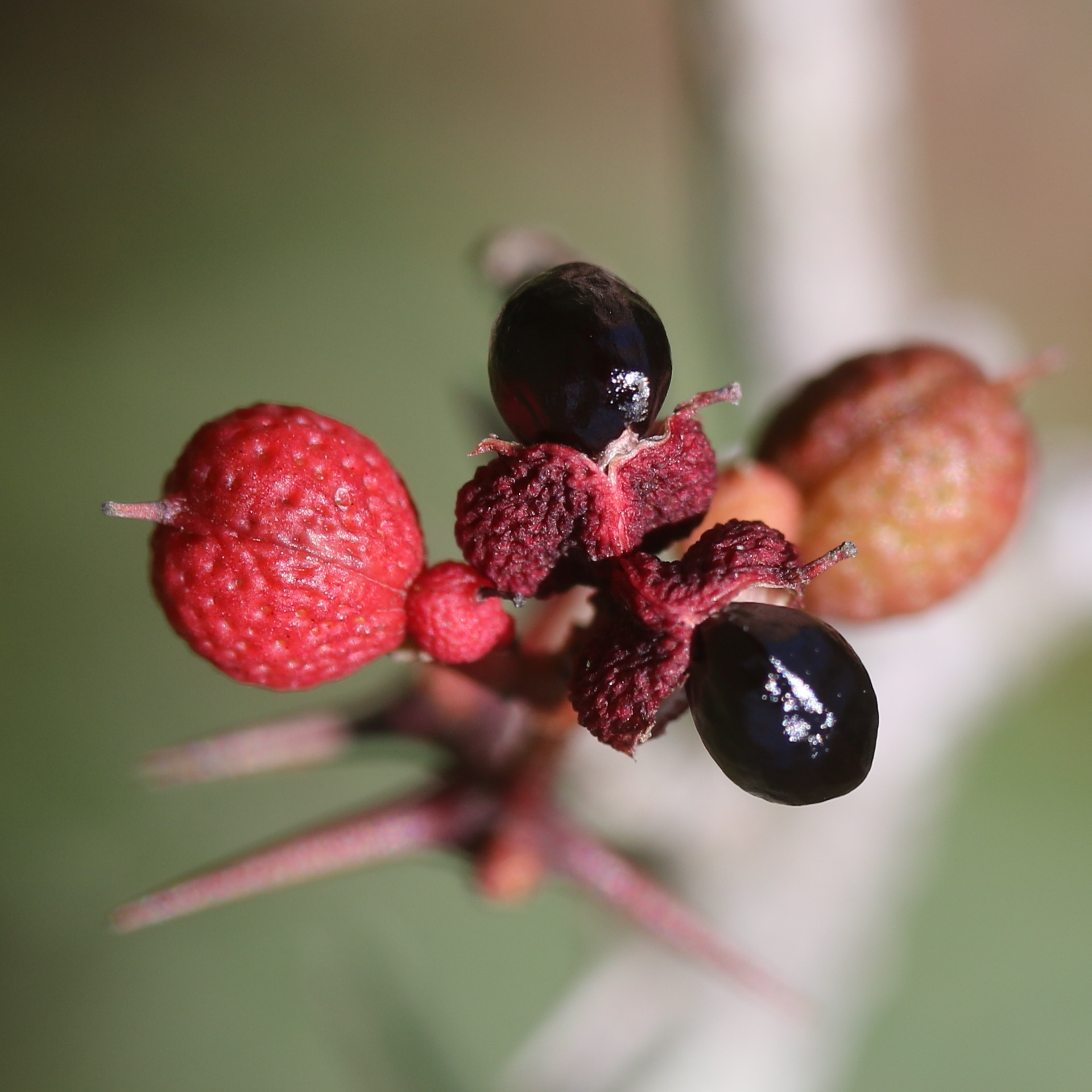
果実と種子
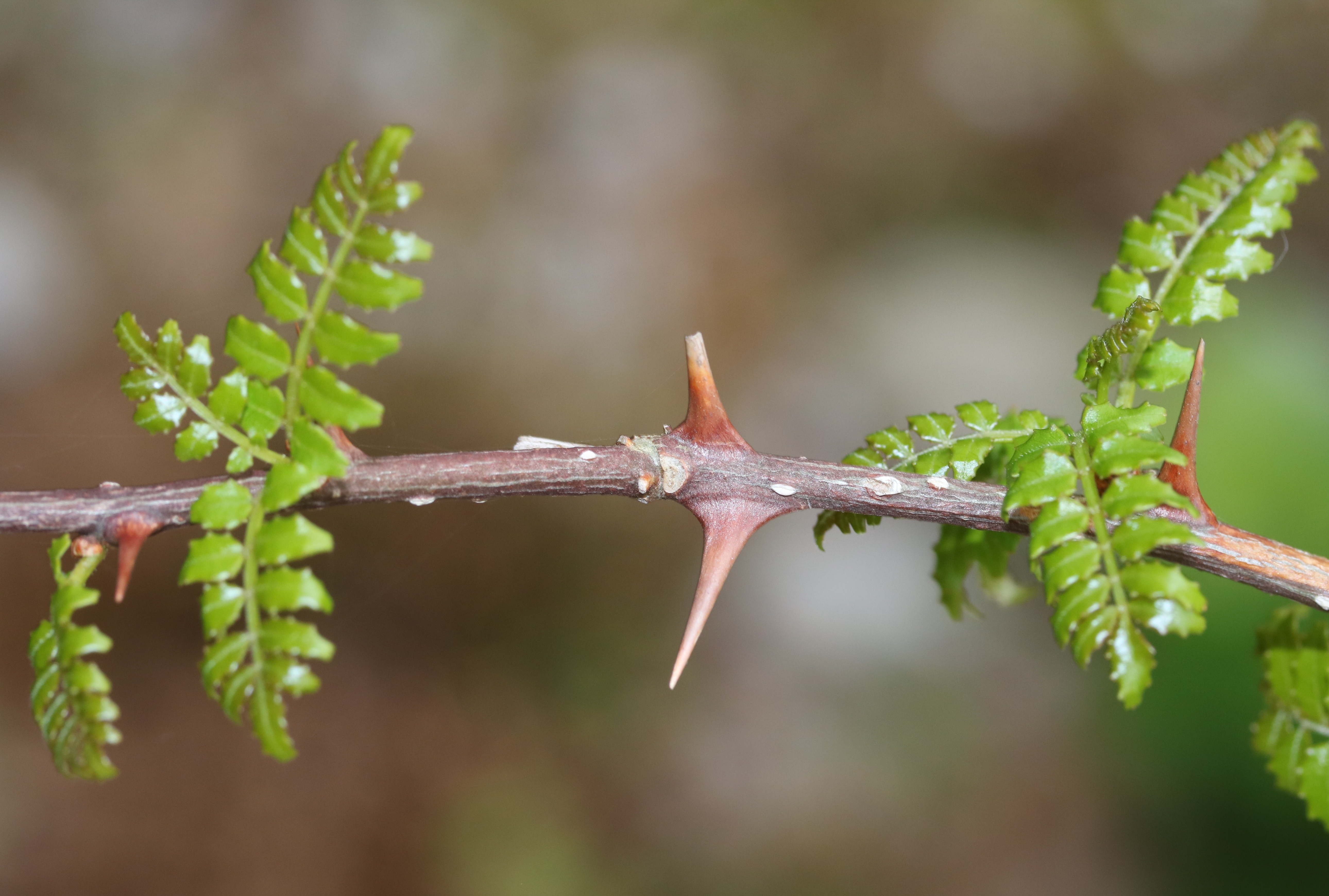
葉と棘

### 系統品種
アサクラザンショウ（朝倉山椒、Z. piperitum (L.)DC forma inerme (Makino) Makino）
突然変異で現れた、棘の無い栽培品種をいう。江戸時代から珍重されていた。実生では雌雄不定でかつ棘が出てくるので、主に雌株を接ぎ木で栽培した物を朝倉山椒として販売している。
ヤマアサクラザンショウ（山朝倉山椒、Z. piperitum (L.)DC forma brevispinosum Makino）
棘が短い。普通の山椒と朝倉山椒の中間に位置する。山野に自生する品種である。
リュウジンザンショウ（竜神山椒、Z. piperitum (L.)DC forma ovalifoliolatum (Nakai) Makino）
小葉が卵形で3-5枚と少ない。食用とされ、薬用とはされない。和歌山県竜神地方産。
ブドウザンショウ（葡萄山椒）
アサクラザンショウから派生した系統とされる。小さいものの、枝に棘がある。樹高が低く、果実が大粒で葡萄の房のように豊産性であるため、栽培に適している。雌株を接ぎ木で栽培している。
タカハラサンショウ（高原山椒）
飛騨地方の高原川流域で栽培されている品種でアサクラサンショウやブドウサンショウと比較すると小粒だが、香りの良い品種である。

## 同属異種
サンショウの仲間のサンショウ属は地球上の熱帯・亜熱帯および温帯に広く分布しており、250種余りが知られている。代表的な同属異種を以下に列挙する。
イヌザンショウ（犬山椒、Zanthoxylum schinifolium）
サンショウが芳香を持ち、棘が対生するのに対して、イヌザンショウは芳香が無く、棘が互生する。イヌザンショウの果実は「青椒」と呼ばれて精油を持ち、煎じて咳止めの民間薬に用いられる。中国では「青花椒」「青椒」と称して果皮を香辛料として利用している。日本では、イヌザンショウは香りが劣るため利用しない。
カラスザンショウ（烏山椒、Zanthoxylum ailanthoides）
イヌザンショウと同じイヌザンショウ属 (Fagara) に分類される場合がある。アゲハチョウ科のチョウの食草の1つである。中国で「食茱萸」や「刺椒」と称して香辛料や薬用として利用している。
イワザンショウ（岩山椒、Zanthoxylum beecheyanum）
丸葉で光沢がある。葉軸は翼を有し、鰭のように見えるため、ヒレザンショウとも呼ばれる。南西諸島や小笠原の岩場に自生し、サンショウ同様に香辛料や薬用として用いられる。琉球語では「センスルギー」と呼ばれる。
カホクザンショウ（華北山椒、Zanthoxylum bungeanum）- 英名 Sichuan pepper。
中国で「花椒」と称して果皮を香辛料として利用している。
テリハサンショウ（照葉山椒、Zanthoxylum nitidum）
しばしば葉の中心線に沿って棘がある。中国で「両面針」と称して薬用にされる。
フユザンショウ （冬山椒、Zanthoxylum armatum var. subtrifoliatum）- 別名（フダンサンショウ 不断山椒）
冬でも葉を落とさない常緑低木である。葉軸に狭い翼がある。日本では雄株は見られず単為生殖する。接ぎ木の台木として用いられる。中国で「藤椒」と称して香辛料や薬用として利用している。

## 栽培
実生は果実が完熟する前の物を採取し、果皮を除いて播種する。種子は乾燥してしまうと発芽が悪い。果実の収穫を目的とする場合は、雌木を接ぎ木する。
観葉や香りを楽しむために苗木の店舗販売はポピュラーだが、家庭で大きく育てることは比較的難しい類の植物である。排水の悪い粘土質の土では、根腐れや病気を起こしやすいため、水はけの良い土質にする必要がある。その一方で、生育には豊富な水分を要し、水切れすると枯死しやすい。また、真夏の直射日光には弱く、生育には半日陰の場所が適し、直射日光の当たり過ぎる場所では、葉が茶色くなって落葉し、一見枯れたようになる。また移植に弱く、根から土を落として植え替えると枯れてしまう。
秋の落葉後、翌年春に芽が出ず枯死してしまう場合もあり、栽培農家では収穫量が増えない悩みの種となっている。自生させれば数メートルに成長し収穫に手間であるため商業栽培では適宜剪定する。
兵庫県養父市付近の名産であった「朝倉山椒」は枯死しやすく栽培が難しかったものの、従来よりも枯死し難いサンショウの苗の育成に成功したように、品種改良の動きもある。
なお、実山椒の日本での収穫量は、和歌山県が約8割を占めている。和歌山県の有田川町（旧清水町）、紀美野町の特産品として栽培されている「ぶどう山椒」は果実・果穂が大型で葡萄の房のような形で多数できるため、このように呼ばれている。

### 害虫
アゲハチョウ科のチョウの幼虫の食草でもある。サンショウの幼木なら、2、3匹がとりつくと数日で葉を食べ尽くし、丸裸にされてしまう場合もある。

## 利用
古くから若葉や果皮は香辛料として使われており、薬用にも使われる。縄文時代の遺跡から出土した土器からサンショウの果実が発見された例も知られる。材はすりこぎになる。しびれるような辛味成分サンショオールは、食欲増進や胃腸の働きを活発にし、抗菌や殺菌作用もある。

### 日本における利用
雄花は「花山椒」として食用にされ、雌花は若い果実、または完熟した物を利用する。若葉は料理の添え物として利用する。

#### 食用
若芽、若葉、花、果実、果皮を食用にする。とげに注意して春の若芽、夏の花、「青ザンショウ」とよばれる夏の若い実、秋には熟した果実を採って香辛料にする。対生につくトゲは苦くて利用できない。
若芽・若葉（木の芽）
春3 - 5月ごろに出る若葉は「木の芽」と呼ばれ、緑が鮮やかで香りが良いため、焼き物、煮物など料理のあしらいとして添えられ、また吸い口として用いられる。香りだけではなく美しさを楽しむ。使う直前に手の平に載せ、軽く数度叩いて葉の細胞（油点）を潰すと香りが増す。鰻の蒲焼き、茶碗蒸し、さまざまな煮物、特に筍との相性が良い。また、木の芽を味噌と和えた「木の芽味噌」は、木の芽田楽、木の芽和えや木の芽煮の材料となる。佃煮にもなる。
花（花山椒）
花を漬けた花山椒は、料理の彩り、佃煮、当座煮などに用いられる。サワラの魚肉や、牛肉・鶏肉を具材にした鍋物に花山椒をつかう花山椒鍋は、雄花（蕾）を鍋の上にたくさん盛ってふたをして蒸らし、サンショウの上品な香りと辛味を味わう季節料理である。花を吸い物に浮かせたり、酢の物に添えたりする。
果実
初夏6 - 7月ごろの雌木につく未熟な果実は、「実ザンショウ」「青ザンショウ」として使う。茹でて昆布と共に醤油で煮付けて佃煮や、ちりめんじゃこと混ぜてちりめん山椒にしたりする。常食すれば食欲増進や、消化促進に役立つといわれている。実ザンショウはよく洗ってから沸騰させた湯でゆで汁が茶色くなるまで茹でこぼして、さらに半日ほど水にさらして灰汁抜きして下ごしらえする。下ごしらえしたものから、醤油漬けや佃煮などに加工されている。青い実を2 - 3日ほど水に浸けて辛味を抜くが、あまり辛すぎるときには一度ゆでこぼすという方法もある。
実を塩漬けにしてから水を絞り干して貯蔵したものを「塩山椒」という。
果皮
秋9 - 10月ごろ、果実が熟して黄色や赤色になった時に採集し、それを陰干しすると果皮が開いて黒色種子が出てくるので、種子を除いて果皮だけを集めた物を「山椒」と呼んでいる。中の黒い種子は食用にしない。
熟した実の皮を加工した乾燥粉末（粉ザンショウ）は香辛料となり、鰻の蒲焼の臭味消し、七味唐辛子の材料として用いられる。この果皮が一般的に調味料として知られている部位である。乾燥粉末の状態で貯えておくと品質の劣化が激しく、精油が揮発して香りや辛味も大幅に損なわれてしまう。このため、なるべく果皮のまま貯えて、使用直前にグラインダーで粉末にするか、密封して冷凍保存すると長期間、鮮度が保たれる。菓子類への利用では、五平餅に塗る甘辛のたれや、山椒あられ、スナック菓子のほか、甘い餅菓子の山椒餅、切山椒がある。
枝の皮
天保年間に初版が刊行された『漬物塩嘉言』に「辛皮」（からかわ）の記載があり、サンショウの若枝の皮を刻んで塩水に漬けて保存するものをいう。また、兵庫県神河町に伝わる「辛皮」（からかわ）という伝統保存食は、冬期のサンショウの枝の皮を削り、内皮を流水に晒してアク抜きしたあと、佃煮にしたものである。

#### その他
木材はすりこ木にする。直径4 cmほどになった材を、皮付きで先だけ円く削って使われる。サンショウのすりこ木には、樹皮にできたこぶがよく残されている。
日本の東北地方など各地で、サンショウを煮てから煮汁ごと川に流し、魚を獲る毒もみと呼ばれる漁法が見られた。宮沢賢治の童話『毒もみのすきな署長さん』の中にも、サンショウを利用した違法漁法の話が出てくる。
動物は一般にサンショウを嫌がって食べず、小枝につくトゲがあることから、牧場の放牧地では仕切りの生け垣、いわゆるヘッジに仕立てたりする。

### 中国での「山椒・花椒」の利用

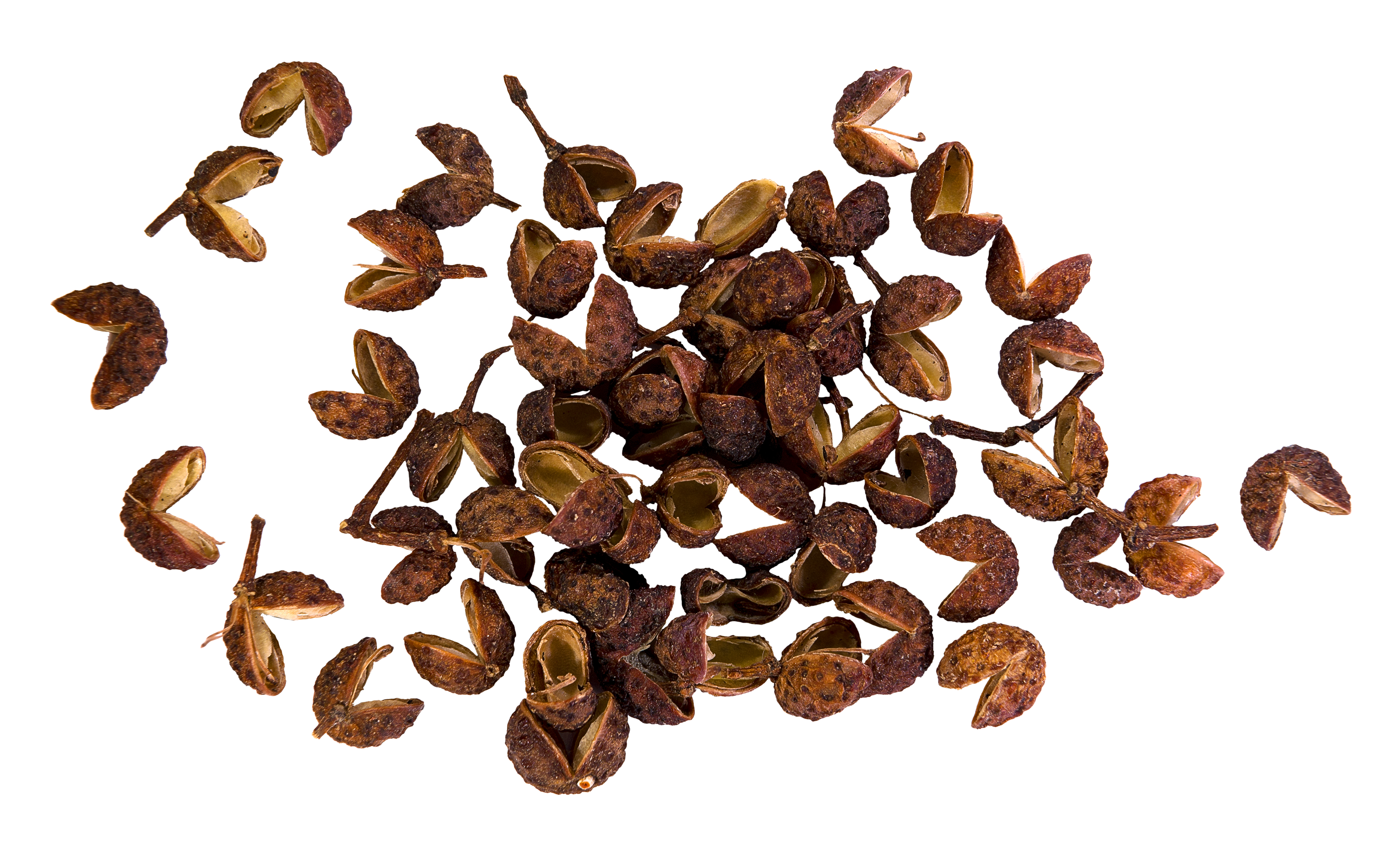
カホクザンショウ（花椒）の果実

中国では山椒や花椒（かしょう、ホアジャオ）、二つのスパイスを使い分ける。
中国種の山椒トウザンショウ（Zanthoxylum simulans、中国名：野花椒 、刺花椒）は日本のサンショウとは香りがかなり違い、花椒は山椒の同属別種で、カホクザンショウ（Zanthoxylum bungeanum, 英名 Sichuan pepper）と呼ばれている。日本種のサンショウは、中国種のものと比べると、はるかに辛みはおだやかだという。中華料理での山椒は果実や果皮を共に使うが、花椒は実を乾燥させたスパイスで、果皮のみ用いる。強い香りと辛味は四川料理で多用され、山椒は主に唐辛子の辛さを引き出すのに対し、花椒は四川料理の特徴といわれる舌の痺れるような独特の風味（麻辣のうち、「麻」）をもたらす。肉の煮込み料理や麻婆豆腐などの炒め物に使われる。また、山椒や花椒から派生した調味料も多い。中華料理の五香粉という調味料の材料としても用いられている。炒った食塩と同量の山椒の粉末を混ぜた物を花椒塩（ホアジャオイェン）と呼び、揚げ物につけて食べる。漬け込んで成分を溶出させた油を、花椒油（ホアジャオヨー）として用いる。

### 薬用
サンショウの樹皮および果皮は、生薬としても用いられる。「花椒」は蜀椒とも呼ばれ健胃、鎮痛、駆虫作用があるとされる。大建中湯、烏梅丸などに使われる。
日本薬局方では、本種および同属植物の成熟した果皮で種子をできるだけ除いた物を、生薬・山椒（サンショウ）としている。日本薬局方に収載されている苦味チンキや、正月に飲む縁起物の薬用酒の屠蘇の材料でもある。中国の薬物名としては、花椒（かしょう）や蜀椒（しょくしょう）と称し、トウザンショウやイヌザンショウなどを薬用に使用し、日本のサンショウも代用できる。
果実の主な辛味成分はサンショオール、サンショウアミド、不飽和脂肪酸イソブチルアミド。他に有効成分としてシトロネラール、フェランドレン、エステル型のゲラニオールなどの芳香精油2 - 4%、シトラールなどを含んでいる。辛みは胃液の分泌を促す健胃作用があるとされるものの、サンショオールは川や池に入れて魚を捕る毒流しにも使われる成分であり、食べ過ぎには注意が必要である。サンショウの芳香の主成分であるシトロネラールには、虫除け作用や抗ウイルス作用があるとされている。
民間療法では、胃もたれ、消化不良の痛み、胃下垂症、胃拡張症、胃カタル、腸カタル、回虫駆除を目的に、山椒粉末を1回量2グラムを水か湯で1日数回に分けて飲むか、果皮1日量5 - 8 gを、水400 mLで半量になるまで煎じて、1日3回に分けて温かいものを服用する用法が知られている。胃腸を温める効果が強く、胃腸が冷えて痛みや吐き気のある人に良いといわれている反面、胃腸に熱がある人に対しては使用すべきでないとされている。

## 文化
サンショウの花言葉は、「健康」「魅惑」とされる。
諺（ことわざ）のひとつ「山椒は小粒でもぴりりと辛い」の意味は、サンショウの実は小さいが非常に辛いというところから、体は小さくても、鋭い気性や優れた才能を持っていて侮れない人物のたとえで使われる。